# Chesley (Aube)
Chesley é uma comuna francesa na região administrativa de Grande Leste, no departamento de Aube. Estende-se por uma área de 21,17 km². Em 2010 a comuna tinha 332 habitantes (densidade: 15,7 hab./km²).